# Кошкино (Печетовское сельское поселение)
Кошкино — деревня в Кимрском районе Тверской области. Входит в состав Печетовского сельского поселения.

## География
Находится в юго-восточной части Тверской области на расстоянии приблизительно 40 км на север-северо-запад по прямой от районного центра города Кимры в левобережной части района.

## История
Известна была с 1628 года как владение Бориса Кошкадамова. В 1780-х годах сельцо из 28 дворов, в 1806 — 15 дворов. В 1859 году здесь (деревня Корчевского уезда Тверской губернии) было учтено 24 двора, в 1887 — 20.

## Население
Численность населения: 101 человек (1780-е годы),, 178 (1859 год), 160 (1887), 17 (русские 100 %) 2002 году, 9 в 2010.